# Museum voor Menselijke Anatomie en Embryologie
Het Museum voor Menselijke Anatomie en Embryologie (Frans: Musée d'Anatomie et d'Embryologie humaines) is een museum in Anderlecht in het Brussels Hoofdstedelijk Gewest. Het maakt deel uit van de Université libre de Bruxelles en is gevestigd in het academisch Erasmusziekenhuis.
Het museum richt zich met name op studenten geneeskunde die hier getrouw voorbeeldmateriaal kunnen bekijken van de anatomie van de mens, afwijkingen ervan en ziektes. Er is een multimediazaal waarin verder onderzoek kan worden gedaan.
Het toont skeletten en preparaten van lichaamsdelen, embryo's en foetussen, inclusief plastinaten. Deze zijn afkomstig van mensen en van dieren met een vergelijkbare anatomie. Ook zijn er nagemaakte objecten van gips en was te zien.